# Palazzina Liberty (Trento)
La Palazzina Liberty è un edificio a Trento risalente all'inizio del XX secolo.

## Storia
Il 12 aprile 1920 la Giunta comunale di Trento approvò il progetto di costruzione di un "albergo diurno" nei "Giardini di Piazza Dante", su istanza dell'imprenditore Guido Pedrotti. Il progetto, firmato dall'architetto Marco Martinuzzi (1877-1948), prevedeva un padiglione a pianta quadrata, su due piani, con un ammezzo dove era collocata una loggia per l'orchestrina, con ai lati due piccoli locali di servizio; al piano inferiore, alla quota del giardino, era situato l'albergo diurno, con accesso da due scale laterali verso la facciata sulla via Piazza Dante. All'interno, una sala d'aspetto centrale portava ai servizi "per signori e signore". 
Per rendere l'ambiente più attrattivo era previsto al piano superiore un caffè-bar, con terrazza sul giardino ed uno spazio destinato all'orchestrina. Previsti anche un ufficio per il direttore, una stanza per scrivere, il deposito bagagli, lo spaccio dei giornali e uno spazio per locali da barbiere. 
La facciata, che affaccia oggi in via Piazza Dante, presentava un fronte monumentale con un ricco apparato decorativo, che comprende fregi, putti, stemmi, festoni, che caratterizzano lo stile liberty e sono opera dello scultore Remo Stringari.

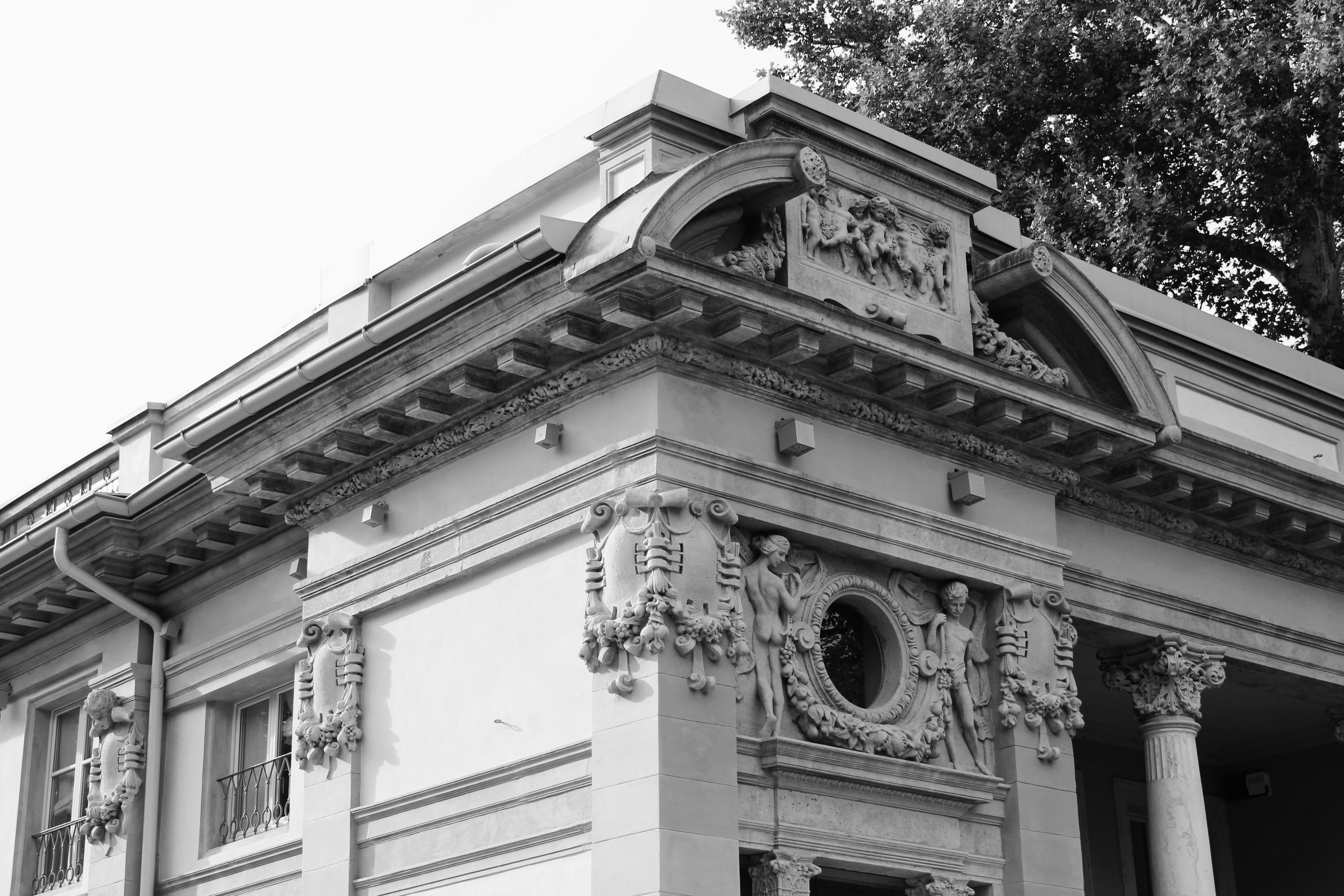
Palazzina Liberty, particolare della facciata

Un progetto di restauro e ampliamento del 1936 riguardò la costruzione di una cucina e altri servizi per il "Caffè-Ristorante Savoia", con l'aggiunta di un nuovo volume che comprendeva la terrazza del piano rialzato e un pezzo della scalinata esterna; venne aggiunto un grande pergolato. Proseguì così l'attività di albergo diurno al piano interrato, mentre si ampliava lo spazio destinato al ristorante: un unico grande salone delimitato da quattro pilastri a vista. Il Comune concesse anche l'occupazione di parte del parco ad uso di "giardino d'estate", con tavolini all'aperto e un'area per l'orchestra. Durante gli anni Trenta il locale ebbe un enorme successo come caffè, ristorante e sala da ballo, molto frequentato da turisti e cittadini.
Il 2 settembre 1943 un forte bombardamento danneggiò gravemente la palazzina; negli anni successivi si approfittò della ricostruzione dell'edificio per creare alcune stanze, al primo piano, ad uso albergo. All'inizio degli anni cinquanta fu chiuso il ristorante e vennero trasferiti i saloni da barbiere e parrucchiere; fu un periodo di gran successo di quello che nel frattempo era diventato il "Caffè Esperia", che offriva in particolare "tè danzanti" organizzati dagli studenti la domenica pomeriggio nel parco.
Seguì un periodo di decadenza, dovuto in particolare a nuovi vincoli urbanistici che scoraggiavano gli imprenditori dall'investire in nuovi progetti; l'edificio entrò in disuso e finì in abbandono e degrado fino alla metà degli anni sessanta.
Risale al 14 ottobre 1963 la prima comunicazione della Società Industriale Trentina (S.I.T.), società a partecipazione pubblica che a Trento gestiva la fornitura di elettricità, acqua e gas, della scelta della Palazzina Liberty come nuova sede dei propri uffici. Il progetto presentava modifiche dell'assetto interno dei locali e il restauro delle facciate e del tetto. La nuova destinazione d'uso prevedeva un unico accesso da via Alfieri (oggi inglobata con la denominazione Piazza Dante). Nel 1971 la S.I.T. diventò nuova proprietaria dell'edificio, che restò con questa destinazione fino al trasferimento degli uffici in altra sede.
Dopo qualche anno di abbandono, l'edificio fu acquistato nel 2005 dal Comune di Trento, che nel 2007 decise di destinare la palazzina a nuova sede della biblioteca per bambini e ragazzi, precedentemente ubicata nella sede centrale della Biblioteca comunale di Trento. Dal 15 novembre 2015 la Palazzina Liberty è sede della Biblioteca dei ragazzi del Comune di Trento. Una parte dell'edificio, situato al piano terra in quota parco, è destinato a bar caffetteria. Nel novembre del 2017 il primo gestore, privato, ha recesso anticipatamente il contratto che aveva una durata di sei anni lamentando diversi problemi. In occasione della Adunata Nazionale degli Alpini a Trento, nel maggio 2018, la caffetteria viene presa in gestione per due mesi dalla A.N.A. Gli alpini non hanno proseguito ulteriormente nella gestione dopo aver segnalato al Comune alcune difficoltà strutturali la cui soluzione necessita di ulteriori investimenti.